# Hanseniaspora vineae
Hanseniaspora vineae är en svampart som beskrevs av Van der Walt & Tscheuschner 1957. Hanseniaspora vineae ingår i släktet Hanseniaspora och familjen Saccharomycodaceae.   Inga underarter finns listade i Catalogue of Life.